# Tianguistenco
Tianguistenco é um município do estado do México, no México.